# Gideon Toury
Gideon Toury (Haifa, 6 giugno 1942 – Tel Aviv, 4 ottobre 2016) è stato un traduttore e linguista israeliano.

## Educazione
Nel 1960 ha completato una scuola privata in Haifa. Nel 1970 si è laureato con lode presso l'Università di Tel Aviv continuando poi i suoi studi nella letteratura relativa alla linguistica prendendo il dottorato nel 1977. Successivamente si è dedicato alla ricerca nel campo della traduzione.

## Aree di studio
Toury mette in primo piano la cultura ricevente alla quale il testo tradotto deve rispondere. Secondo le sue ricerche infatti le traduzioni devono soddisfare i bisogni della cultura ricevente la quale influisce sulla stesura del testo.  

### Regole per la traduzione secondo Toury
- Evitare ripetizioni presenti nei testi originali
- Semplificazione: questo processo avviene in tre livelli: lessicale (traducendo utilizzando meno parole), sintattico (utilizzando la sintassi meno complessa) e stilistico (evitando lo stile complesso per rendere la traduzione più scorrevole)
- Esplicitazione: questo processo significa che le traduzioni spesso dicono chiaramente quelle cose che sono implicite solo nell'originale, o per rendere il significato più trasparente con l'aggiunta di spiegazioni, informazioni aggiuntive, etc.
- Normalizzazione: questo processo significa che la traduzione diviene più convenzionale rispetto agli originali: la punteggiatura o gli sbagli vengono corretti, le strutture delle frasi vengono sostituite da una sintassi più elegante.
- Trasferimento del discorso: questo processo significa che i traduttori tendono a riprodurre il testo di partenza, producendo l'interferenza linguistica: per esempio, i testi tradotti letteralmente dall'inglese spesso suonano male ai nativi italiani che non parlano inglese.
- Distribuzione distintiva di elementi lessicali: questo processo, che può o non può essere applicato alla traduzione, significa che certe parole hanno più probabilità di verificarsi in traduzioni che in testi prodotti in entrambe: la lingua di partenza o la lingua di destinazione.

### Principio di accettabilità
Il principio di accettabilità formulato da Gideon Toury è che, una traduzione accettabile deve avere come obiettivo la massima fruibilità del testo nella cultura che lo riceve a costo di modificare l'originale. Secondo Toury, la teoria della traduzione deve tenere conto del rapporto tra il testo originale e la lingua e la cultura in cui il testo tradotto viene pubblicato. In questo modo spesso il traduttore sceglie una strategia traduttiva adeguata cercando di non stravolgere i contenuti dell'originale oppure accettabile riformulando il testo nella lingua ricevente. I pro e i contro di questo principio sono che una traduzione accettabile offre una lettura più piacevole senza ostacoli ma con il rischio di un livellamento culturale che offre meno stimoli al lettore. Infatti, Toury dice che al lettore non viene presentata l'opera originale ma una buona versione dell'opera che rispetta il modello linguistico e letterario della cultura in cui viene pubblicato.

### Principio di adeguatezza
Secondo Toury il principio di adeguatezza è contrapposto al principio dell'accettabilità. Il principio di adeguatezza si riferisce ad una traduzione più simile all'originale. In una traduzione adeguata vengono infatti mantenuti i riferimenti culturali, le sfumature linguistiche e stilistiche dell'originale le quali sono fondamentali per la corretta e piena ricezione del messaggio. Il vantaggio di questo tipo di traduzione è che il lettore ha la possibilità di entrare in contatto con elementi di un'altra cultura.

## Carriera
Toury è diventato direttore di due riviste: “Target” e del “TRANSST” (International Newsletter for Translation Studies), è stato Direttore della School of Cultural Studies per quattro anni, è stato un critico della traduzione e in questi anni si è dedicato allo studio della traduzione pubblicando numerosi saggi e teorie sulle norme della traduzione.